# Júnior Felício Marques
Júnior Felício Marques, meglio noto come Ji-Paraná (Ji-Paraná, 11 giugno 1987), è un ex calciatore brasiliano, di ruolo centrocampista.

## Carriera

### Club
Cresciuto nel settore giovanile del Corinthians, ha vinto un Campeonato Brasileiro Série A nel 2005.
Nel 2006 è stato acquistato dall'Internacional, con cui ha vinto il Campionato Gaúcho nel 2008.
Nel 2009 è stato ceduto in prestito al Brasiliense e poi al Grêmio Prudente.

### Nazionale
Nel 2007 con la nazionale brasiliana Under-20 ha partecipato al Mondiale Under-20 in Canada, dove ha indossato la fascia di capitano disputando 4 partite fino all'eliminazione negli ottavi di finale contro la Spagna.

## Palmarès

### Club

#### Competizioni giovanili
- Copa São Paulo de Futebol Júnior: 1

Corinthians: 2005

#### Competizioni nazionali
- Campionato brasiliano: 1

Corinthians: 2005
- Campionato Gaúcho: 1

Internacional: 2008